# Movileni (gmina Movileni)
Movileni – wieś w Rumunii, w okręgu Jassy, w gminie Movileni. W 2011 roku liczyła 550 mieszkańców.